# Степаненко Василь Іванович
Василь Іванович Степаненко (народився 10 лютого в селі Кожухівка Київської області) — український поет і перекладач.

## Освіта
- Закінчив восьмирічку в селі Кожухівка.
- Продовжив навчання в СШ № 2 міста Боярка.
- Закінчив філологічний факультет Київського державного університету ім. Т. Г. Шевченка.

## Трудова діяльність
- учень токаря на заводі Медапаратури,
- художник в інституті археології при Академії наук УРСР.
- синхронний перекладач у Вищій комсомольській школі в Москві.
- учитель української мови і літератури,
- ведучий редактор у Державному комітеті у справах видавництв, поліграфії і книжкової торгівлі.
- заступник головного редактора видавництва «Веселка»,
- головний редактор видавництва «Мистецтво»
- керівник приватних видавництв «ВІК» та «Епсілон»
- начальник інформаційного відділу Подільської адміністрації м. Києва
- начальник відділу зовнішньо-економічних зв'язків ПАТ "КБ"Епспобанку"
- начальник Управління книговидань Держкомтелерадіо України
- перший заступник голови правління ВАТ «Поліграфкнига»
- директор Національного видавництва дитячої літератури «Веселка».

## Творчість
Перші поетичні твори були опубліковані в 1963 р. Друкувався в журналах та газетах: «Всесвіт», «Дніпро», «Барвінок», «Україна», «Молода гвардія», «Молодь України», «Літературна Україна», «Καθημερινή» (Афіни, Греція, жовтень 2016, червень 2022, березень 2022, лютий 2023), «Εστία» (Пірей, червень, 2022).

### Поезія
- «Синові сонячно», (вид.-во «Молодь», 1981 р.)
- «Земля одна для всіх», (вид.-во «Молодь», 1988 р.)
- «Пори року», (вид.-во «Вік», 2004 р.)
- «Тридцять солодких і — печальних пісень про кохання», (вид.-во «Епсілон», 2008 р.)
- «Тверді форми» (вид.-во «Золоті ворота», 2010 р.)
- «Од храму до храму»[1], (вид.-во «Веселка», 2015 р.
- ვასილ სტეპანენკო. წელიწადის დრონი. ვიკ, — «Пори року»- грузинською, переклад Р. Чілачави(вид.-во «Вік» 2005 р.)
- «Поезії» (вид.-во АртЕк", 2019 р.)

### Проза
- оповідання «Горобина ніч», (вид.-во «Вік», 2004 р.)[2]
- оповідання: «Маленька-малесенька хмаринка», Маленьке-малесеньке зернятко" (вид.-во «Веселка», 2013р)
- «Олімп»(вид.-во «Епсілон», 2004), 2-ге видання (вид.-во «Преса України», 2007)
- «Європа» (вид.-во «Епсілон» 2005), 2-ге видання (вид.-во «Преса України», 2007)[2]
- «Персей. Тесей» (вид.-во «Епсілон», 2007)
- «Геракл» (вид.-во «Епсілон», 2007)
- «Аргонавти» (вид.-во «Епсілон», 2008)
- «Іліада» (вид.-во «Епсілон», 2009)
- «Одіссея» (вид.-во «Епсілон» 2011),
- «Міфи і легенди Греції»[3] (вид.-во «Веселка», 2015 р.)
- «Оповідки на добраніч» https://www.book-on-demand.com.ua/product/opovidky-na-dobranich-v-stepanenko (вид.-во «АртЕк», 2019 р.)
- Казка «Дванадцять місяців» (вид.-во «Веселка», 2022 р.)

### Переклади з грецької
- Грецька народна казка «Півпівника» (вид.-во «Веселка», 1990 р.)
- «Дванадцять місяців. Зимові казки» (вид.-во «Грані-Т», 2008 р.)
- Г.Казандзакі «Маленька героїня», (вид.-во «Веселка», 1981 р-н р.)
- «Грецькі народні казки» (вид.-во «Веселка»[4], 1985 р.), друге видання (вид.-во «Веселка», 2001 р.)
- С.Пласковітіс «Гребля» (вид.-во «Дніпро»), 1986 р.)
- Н. Казандзакіс «У Кноському палаці» (вид.-во «Веселка», 1986 р.)[5]
- В.Корнарос «Еротокрит»[6] (вид.-во «Веселка», 2016 р.)
- В.Корнарос «Еротокрит і Аретуса» (вид.-во «Веселка», 2016 р.)
- В. Пападопулос «Оля» або «Дві зими і одна весна»[7] (вид.-во «Веселка», 2016 р.)
- «Дигеніс Акрит» — середньогрецький епос (вид.-во «Перун», 2018 р.)[8]
- Александр Македонський" (вид.-во «Перун» 2019)

Переклади поезії
- Яніс Ріцос поема «Ромйосіні»
- Костас Варналіс «Ватаг»
- Одісеас Елітіс поема «Достойно єсть»
- Тасос Лівадітіс поема «Кантата для двох мільярдів голосів»

## Громадська діяльність
- 1975 — учасник VI Всесоюзної наради молодих письменників в Москві.
- член Національної спілки письменників України (з 1997)
- учасник всесвітньої конференції перекладачів новогрецької літератури в Дельфах в 1992 р.

## Відзнаки
- 1998 — відзначений «Срібною амфорою» за перекладацьку діяльність Генеральним секретаріатом грецької діаспори
- Лауреат Літературно-мистецької премії ім. Олени Пчілки 2016 року за книжку «Міфи і легенди Греції», (вид.-во «Веселка», 2015)[10]
- Лауреат Премії Кабінету Міністрів України ім. Максима Рильського 2016 року за переклад з грецької поеми XVII ст. «Еротокрит» Віцендзоса Корнароса, (вид.-во «Веселка» 2016)[11]
- «Відзнака» Міністерства культури України (Рішенням журі премії ім. Г. Кочура) за переклад середньогрецького епосу «Дигеніс Акрит»